# Trinità (Moroni)
La Trinità è un dipinto a olio su tela realizzato da Giovan Battista Moroni per la chiesa della Trinità ed esposto nella chiesa di San Giuliano di Albino.

## Storia
Il dipinto viene citato nella relazione della visita pastorale della piccola chiesa sussidiaria della Santissima Trinità di Fiobbio, piccola frazione del comune di Albino, da san Carlo Borromeo nel 1575 e descritta come iconam decentem et pulchram. La tela venne trasferita a Roma durante il primo conflitto mondiale per essere protetta dai bombardamenti. Riportata dopo il conflitto in terra bergamasca, fu presentata nella esposizione dei quadri bergamaschi del 1920 e collocata successivamente come pala d'altare nella chiesa parrocchiale di San Giuliano, di fronte all'altare che espone il dipinto Crocifisso con i santi Bernardino e Antonio da Padova sempre del pittore albinese.

## Descrizione
Il dipinto del Moroni, raffigurante il soggetto della Trinità, fu da subito collegato a quello omonimo di Lorenzo Lotto. Il Moroni aveva realizzato la tela della Trinità che incorona la Vergine conservato poi presso la chiesa di Sant'Alessandro della Croce ma che era stato commissionato per la chiesa della Trinità di Bergamo, chiesa poi distrutta, durante le soppressioni napoleoniche e che esponeva anche il quadro dell'artista veneziano. Aveva avuto quindi modo e tempo di studiare e di comprendere il messaggio della tela lottesca e di realizzarne uno simile nella raffigurazione centrale, con il contrasto tra l'immagine centrale luminosa lontana dalla parte terrena raffigurata nei colori scuri, ma completamente differente nel messaggio. Il Moroni cerca di avvicinare il mistero della Trinità ai fedeli, dando una visione non solo di unità ma anche di protezione verso i credenti, verso tutto il mondo. Il Lotto compirà un'opera completamente simbolica.
L'opera ha nella sua raffigurazione ideologica una vicinanza al Moretto, che il Moroni supera nel fondale paradisiaco dove si raccoglie l'immagine di Dio, un Dio Padre che avvolge tra le proprie braccia il figlio Gesù, il quale trattiene il globo della terra, entrambi a protezione del mondo. Contrariamente nel dipinto del Lotto il Padre, con le mani alzate, è luce del figlio, che è rappresentato a sua immagine e somiglianza. Una corona di nubi illuminate dalla luce celeste e di cherubini fanno da barriere tra la parte divina e quella terrena. La raffigurazione dei cherubini che escono dalle nuvole, il Moroni la riproporrà nello stendardo eucaristico di Pradalunga. Mentre il volto di Cristo, l'artista lo riprese nella raffigurazione dell'Ultima cena; la posizione delle braccia e della gambe furono riprese dall'Allegoria della Castità, informazioni che porterebbero a datare il dipinto in un periodo anteriore al 1560.